# Kloster Samtawro

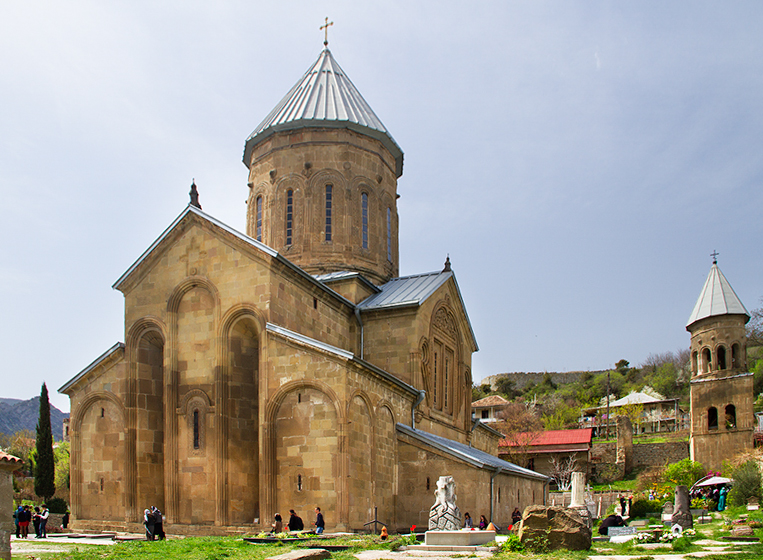
Kirche Samtarowo

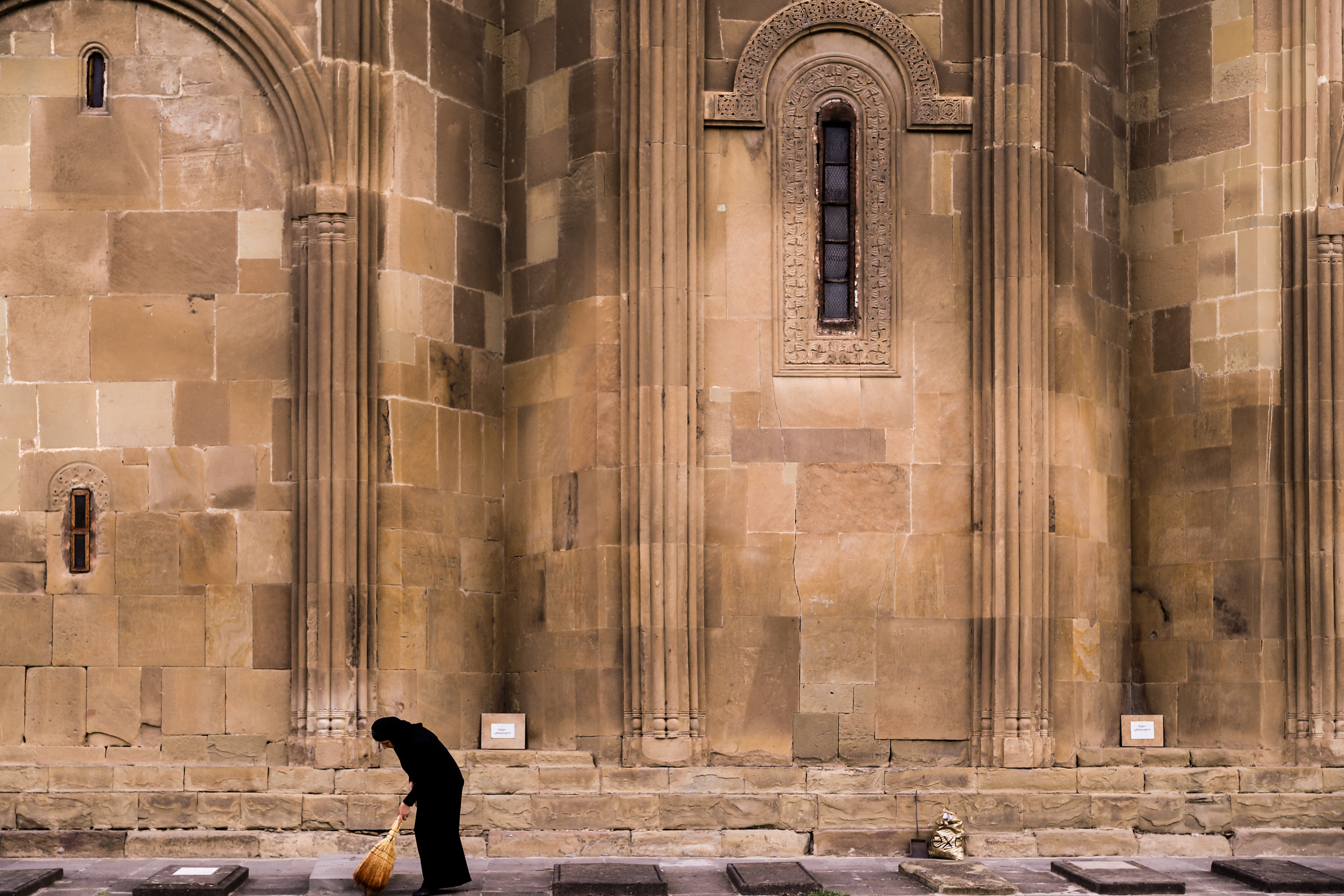
Eine Nonne kümmert sich um Gräber in der Nähe der Kirche

Das Kloster Samtawro (georgisch სამთავროს მონასტერი) ist ein georgisch-orthodoxer Klosterkomplex, der die Verklärungskirche Samtawro und das Nonnenkloster St. Nino in Mzcheta (Georgien) umfasst. Vermutlich im 4. Jahrhundert von König Mirian III. erbaut und im 11. Jahrhundert von König Georg I. und Katholikos-Patriarch Melchisedek I. wiederaufgebaut, ist Samtawro ein bedeutendes früh- und hochmittelalterliches historisches und architektonisches Denkmal und wurde 1994 zusammen mit anderen historischen Denkmälern in Mzcheta in das UNESCO-Weltkulturerbe aufgenommen. Die Kirche von Samtawro ist eine Kreuzkuppelkirche mit Bögen und anderen Verzierungen, die für die georgische Architektur des 11. Jahrhunderts typisch ist. Die Gräber von Mirian III. und dem berühmten georgischen Heiligen Mönch Goderdsi Urgebadse befinden sich im Hof der Kirche.

## Geschichte
Das Kloster wurde im nordwestlichen Teil der Altstadt von Mzcheta errichtet. Es sind keine Inschriften erhalten geblieben, die über seine Bauzeit Auskunft geben. Den georgischen hagiographischen Quellen zufolge wurde das Kloster im 4. Jahrhundert während der Herrschaft des Königs Mirian III. von Iberien gegründet, als die Heilige Nino mit der Bekehrung Georgiens zum Christentum hier eine kleine Kirche baute. Mirian und seine Frau Nino wurden in dem Kloster begraben.

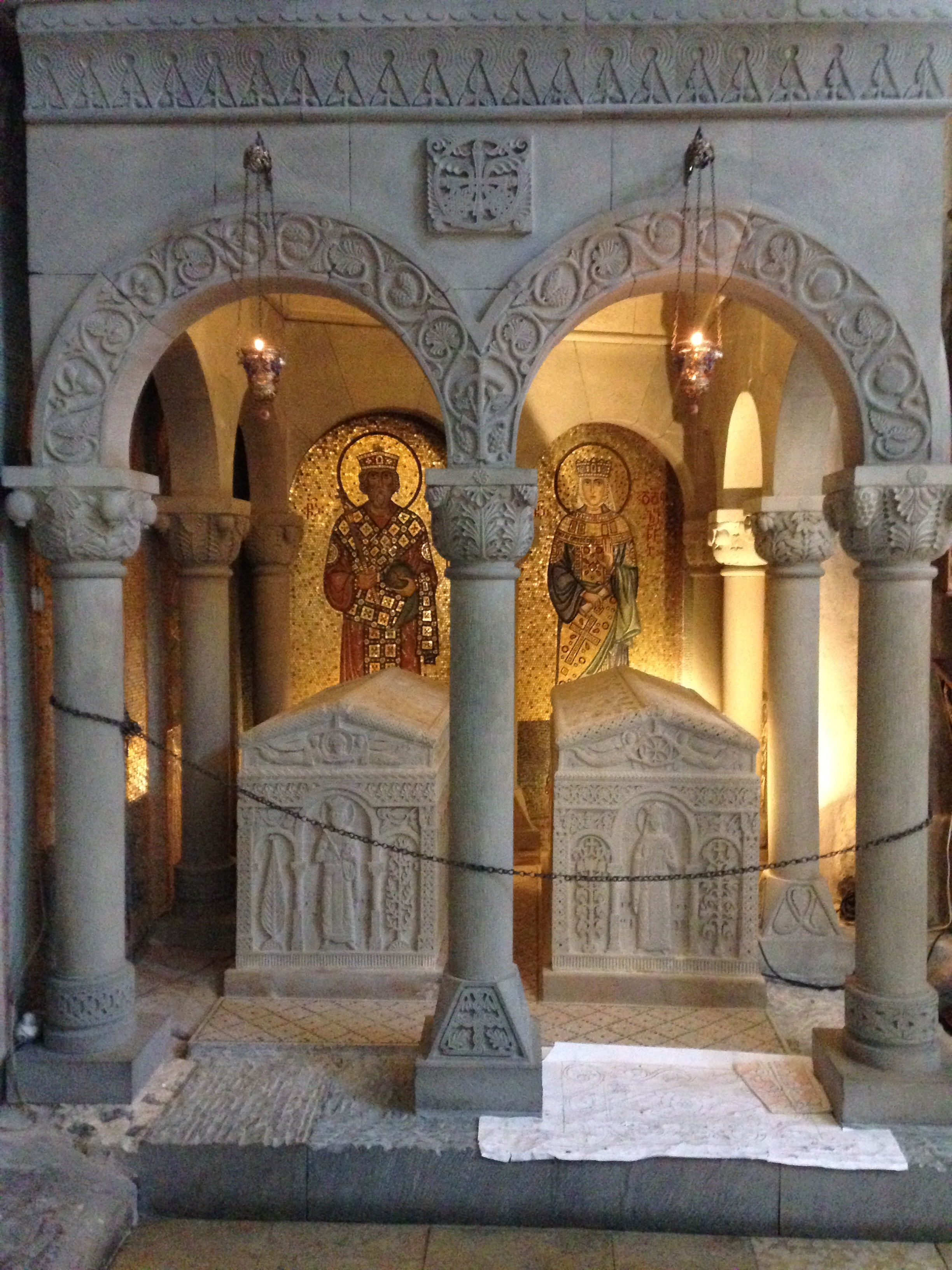
Die Gräber von Mirian und Nino

Der Name „Samtawro“ kann aus dem Georgischen mit „Platz des Herrschers“ übersetzt werden, von georgisch მთავარი („Herrscher“). Das Hauptgebäude wird stilistisch in die erste Hälfte des 11. Jahrhunderts datiert und wurde wahrscheinlich kurz nach der Kathedrale von Swetizchoweli unter Katholikos-Patriarch Melchisedek I. erbaut oder umgebaut. 1283 wurde die Kuppel durch ein Erdbeben zerstört und irgendwann zwischen dem Ende des 13. und dem Beginn des 14. Jahrhunderts restauriert. Etwa aus der gleichen Zeit stammt die Ikonostase des Altars. Auch an den Fassaden wurden kleinere Renovierungen vorgenommen. Die Mauer, die das Kloster umgibt, wurde im Spätmittelalter errichtet, der Glockenturm wurde im 16. Jahrhundert hinzugefügt. Die ursprünglichen Fresken haben nicht überlebt, und die neuen wurden im 16. und 17. Jahrhundert gemalt. Weitere Renovierungen wurden im 17. Jahrhundert und danach vorgenommen. Die Verteidigungsmauer wurde im 18. Jahrhundert errichtet. Die Grabsteine für die Gräber von Mirian und seiner Frau Nino stammen aus dem 19. Jahrhundert.

## Architektur
Die Kirche von Samtawro ist ein typisches Beispiel für eine Kreuzkuppelkirche. Ihre Kuppel ruht auf zwei Pfeilern und die vorspringenden Wände des Altars sind apsidal. Da es sich um eine spätere Rekonstruktion handelt, passt die Kuppel nicht zu den allgemeinen Proportionen und dem Stil des 11. Jahrhunderts. Die Kirche hat zwei Eingänge: den südlichen, mit dem Portal, und den westlichen. Die Fassaden sind aus gelben und braunen Steinen errichtet worden. Das Portal ist mit Bögen verziert und weist ornamentale Schnitzereien auf Deckenmalerei auf. Der offene Innenraum ist durch Fenster sowohl in der Kuppel als auch an allen vier Wänden der Kirche gut beleuchtet.

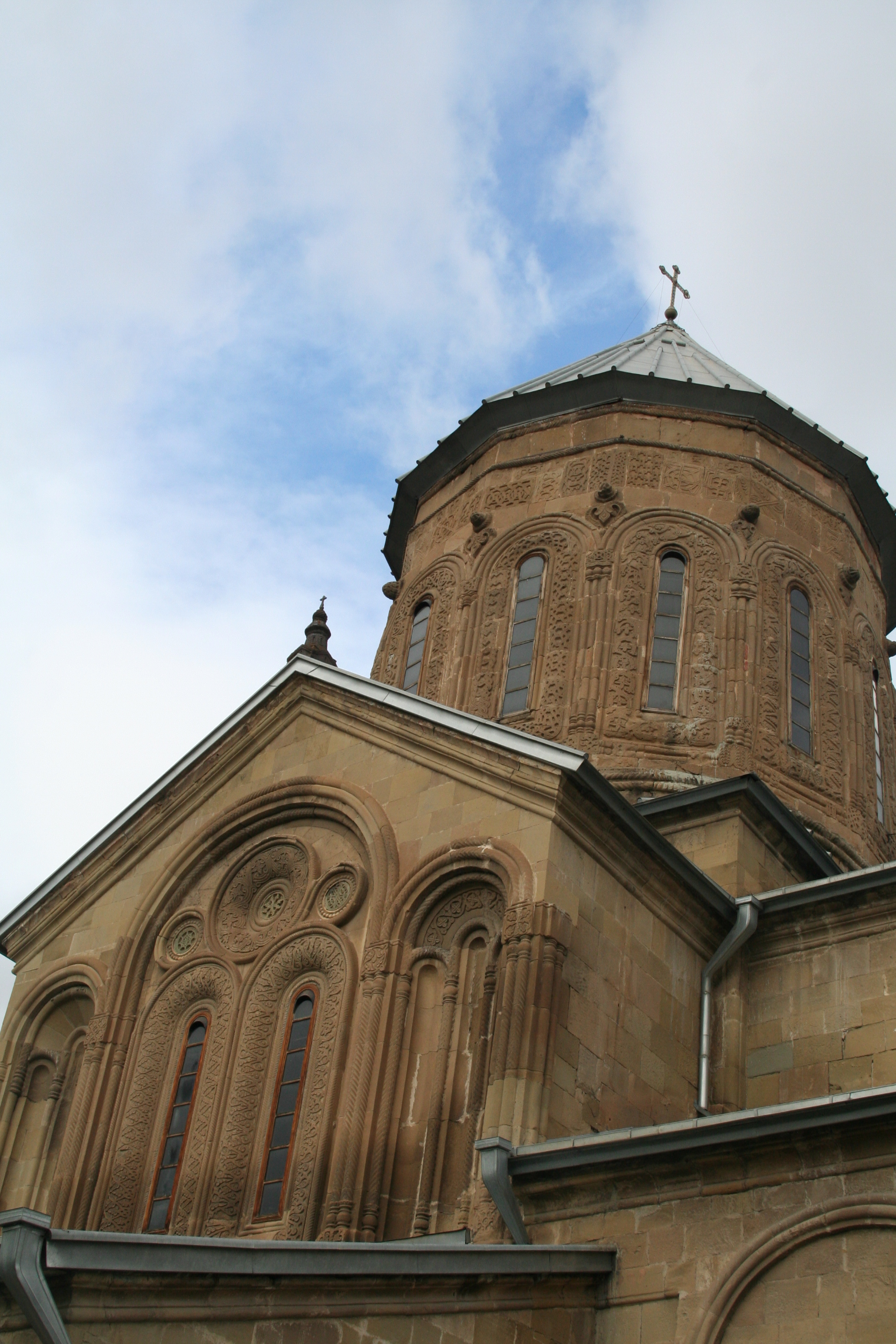
Verzierungen an der Südfassade und der Kuppel

In Übereinstimmung mit den Standards des 11. Jahrhunderts, die den Akzent auf die Verzierungen legen, sind die Fassaden reich verziert, aber unterscheiden sich. Ein solcher Kontrast ist für die Bauzeit eher unüblich.
Neben der Hauptkirche umfasst das Kloster eine kleine Kirche, einen dreistöckigen Glockenturm, einen zylindrischen Turm, Überreste eines Palastes und einige moderne Strukturen, die alle von einer Mauer umgeben sind.

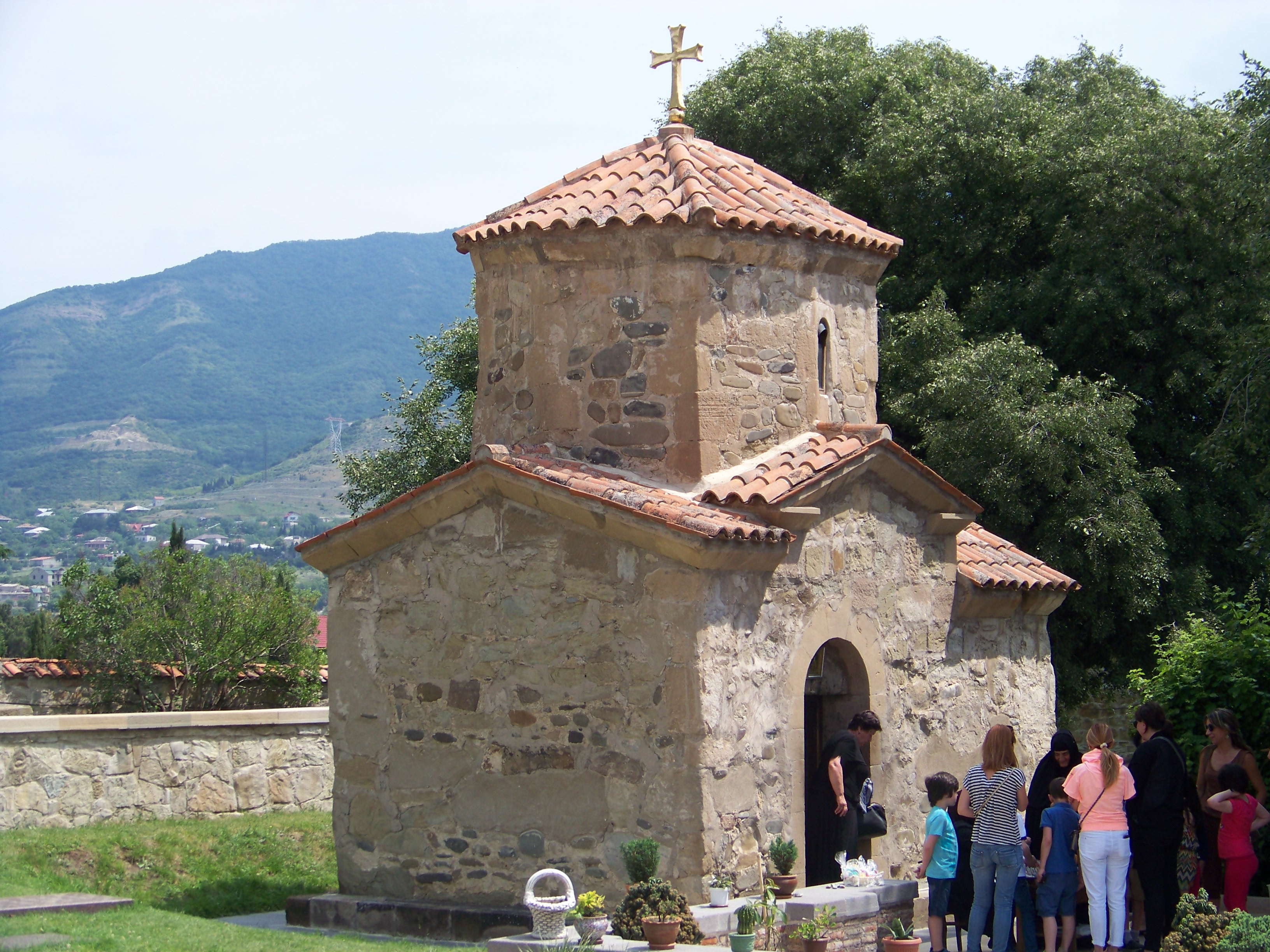
Heiligen-Nino-Kirche

Die kleine Kirche, die rechts vom Eingang steht, wurde mehrmals umgebaut. Sie soll ursprünglich vom Nino von Kappadokien errichtet worden sein, die Georgien zum Christentum bekehrte.